# Anna Simińska
Anna Simińska – polska śpiewaczka operowa (sopran).

## Życiorys
Absolwentka Akademii Muzycznej im. Fryderyka Chopina w Warszawie (klasa Jolanty Janucik). Laureatka I nagrody XII Międzynarodowego Konkursu Sztuki Wokalnej im. Ady Sari w Nowym Sączu (2007). Śpiewała m.in. w Teatrze Wielkim – Operze Narodowej w Warszawie, Schöburn Musiktheater w Wiedniu, Wiener Staatsoper, Opéra Bastille w Paryżu, Royal Opera House w Londynie, Staatsoper Berlin i w Washington National Opera. Występowała na Bayeruther Festspiele, Festiwalu w Aix-en-Provence, Festiwalu w Glyndenbourne i Salzburger Osterfestspiele. Współpracowała m.in. z Berliner Philharmoniker (pod batutą sir Simona Rattle) i Wiener Philharmoniker. 

## Wybrane partie operowe
- Adela (Zemsta nietoperza, J. Strauss)
- Gilda (Rigoletto, Verdi)
- Królowa Nocy (Czarodziejski flet, Mozart)
- Słowik (Le rossignol, Strawiński)
- Taumann (Hänsel und Gretel, Humperdinck)